# Eishockey-Bundesliga (Österreich) 1996/97
Die Österreichische Eishockeyliga 1996/97 wurde mit sechs Vereinen ausgetragen. Meister wurde zum vierten Mal in Serie und zum achten Mal in der Vereinsgeschichte Titelverteidiger VEU Feldkirch, der sich im Finale gegen den EC KAC durchsetzte.

## Teilnehmerfeld und Modus
Nachdem nach der Vorsaison der EV Zeltweg aus sportlichen und der EHC Lustenau aus finanziellen Gründen abgestiegen waren, traten in der aktuellen Saison nur noch sechs Mannschaften zum Kampf um den Meistertitel an. Die Alpenliga, die im Vorjahr zugunsten eines europäischen Ligacups ausgesetzt worden war, wurde erneut vor der staatlichen Liga ausgetragen (siehe Alpenliga 1996/97), wobei die drei besten Vereine – VEU Feldkirch, EC KAC und EC VSV – für das Halbfinale gesetzt waren. Um den vierten Halbfinalplatz (gegen Alpenliga-Sieger Feldkirch) trugen die verbleibenden drei Vereine während der Gruppenphase der Alpenliga eine Hoffnungsrunde mit Hin- und Rückrunde aus. Halbfinale und Finale wurden im Best-of-Seven-Modus ausgetragen.

## Hoffnungsrunde (4 Runden)
| Platz | Team          | Spiele | W | T | L | Tordifferenz | Punkte |
| ----- | ------------- | ------ | - | - | - | ------------ | ------ |
| 1     | EC Kapfenberg | 4      | 3 | 0 | 1 | 20:13        | 6      |
| 2     | CE Wien       | 4      | 3 | 0 | 1 | 29:14        | 6      |
| 3     | EC Graz       | 4      | 0 | 0 | 4 | 14:36        | 0      |

## Playoffs

### Halbfinale
| Serie                                 | Endstand | Spiel 1 | Spiel 2 | Spiel 3 | Spiel 4 | Spiel 5 | Spiel 6 | Spiel 7 |
| ------------------------------------- | -------- | ------- | ------- | ------- | ------- | ------- | ------- | ------- |
| VEU Feldkirch (1) – EC Kapfenberg (4) | 4:1      | 2:1     | 4:1     | 3:4     | 6:2     | 7:2     |         |         |
| EC VSV (2) – EC KAC (3)               | 2:4      | 6:2     | 4:7     | 1:6     | 4:7     | 5:3     | 2:3     |         |

### Finale
| Serie                          | Endstand | Spiel 1 | Spiel 2 | Spiel 3 | Spiel 4 | Spiel 5 | Spiel 6 | Spiel 7 |
| ------------------------------ | -------- | ------- | ------- | ------- | ------- | ------- | ------- | ------- |
| VEU Feldkirch (1) – EC KAC (3) | 4:2      | 10:2    | 4:9     | 3:2     | 1:2     | 6:1     | 4:1     |         |

Mit einem klaren 4:2 nach Siegen in der Finalserie sicherte sich die VEU Feldkirch den achten Meistertitel (den vierten in Serie) und verteidigte erfolgreich den Titel. Mit der Alpenliga-Meisterschaft konnte die VEU damit zwei Titel in einer Saison erringen.

## Meisterschaftsendstand
| Platz | Team          |
| ----- | ------------- |
| 1.    | VEU Feldkirch |
| 2.    | EC KAC        |
| 3.    | EC VSV        |
| 4.    | EC Kapfenberg |
| 5.    | CE Wien       |
| 6.    | EC Graz       |

## Kader des österreichischen Meisters
| Österreichischer Meister VEU Feldkirch | Torhüter: André Dietzsch, Reinhard Divis, Markus Seidl Verteidiger: Greg Brown, Konrad Dorn, Karl Heinzle, Michael Lampert, Dominic Lavoie, Robert Robinson, Tom Searle, Wolfgang Strauss Angreifer: Raimund Divis, Fritz Ganster, Daniel Gauthier, Christoph Gesson, Bengt-Åke Gustafsson, Normand Krumpschmid, Rick Nasheim, Gerhard Puschnik, Thomas Rundqvist, Bernd Schmidle, Thomas Sticha, Simon Wheeldon Trainer: |